# Alisha Lindo
Alisha Marisse Lindo Ramírez (San José, Costa Rica, 28 de septiembre de 2008) es una futbolista costarricense que juega como centrocampista en el Deportivo Saprissa de la Primera División de Costa Rica. Su trayectoria inició previo a la pandemia en un equipo Amateur llamada Costa Rica Soccer Team en el cual fue formada por el profesor Marco Villalobos el cual fue muy importante a lo largo de su vida para su éxito actual 

## Trayectoria

### Deportivo Saprissa
El 13 de diciembre de 2023, Alisha debutó en la máxima categoría costarricense con 15 años de edad contra la L. D. Alajuelense en el encuentro de vuelta por las semifinales del Torneo Clausura 2023, el compromiso finalizó por la derrota 7-2.
El 7 de marzo de 2024, campeonizó en el Torneo de Copa de Costa Rica al derrotar a Municipal Pococí por el global de 2-1.

## Selección nacional

### Categorías inferiores
El 22 de enero de 2024, fue convocada por el director técnico Harold López para representar a la selección sub-17 de Costa Rica para el Campeonato Sub-17 de la Concacaf de 2024, Costa Rica finalizó su participación al quedar en la fase de grupos de la competición.
El 17 de agosto de 2024, se oficializó su convocatoria del plantel de Costa Rica sub-20 a representar en la Copa Mundial Sub-20 de 2024.

#### Participaciones internacionales
| Competición                              | Sede     | Resultado      | Partidos | Goles |
| ---------------------------------------- | -------- | -------------- | -------- | ----- |
| Campeonato Sub-17 de la Concacaf de 2024 | México   | Fase de grupos | 3        | 0     |
| Copa Mundial Sub-20 de 2024              | Colombia |                |          |       |

## Clubes
| Club               | País       | Año           |
| ------------------ | ---------- | ------------- |
| Deportivo Saprissa | Costa Rica | 2023-presente |

## Palmarés

### Títulos nacionales
| Título                       | Club               | País       | Año  |
| ---------------------------- | ------------------ | ---------- | ---- |
| Torneo de Copa de Costa Rica | Deportivo Saprissa | Costa Rica | 2024 |